# Avtransport av sårade och sjuka

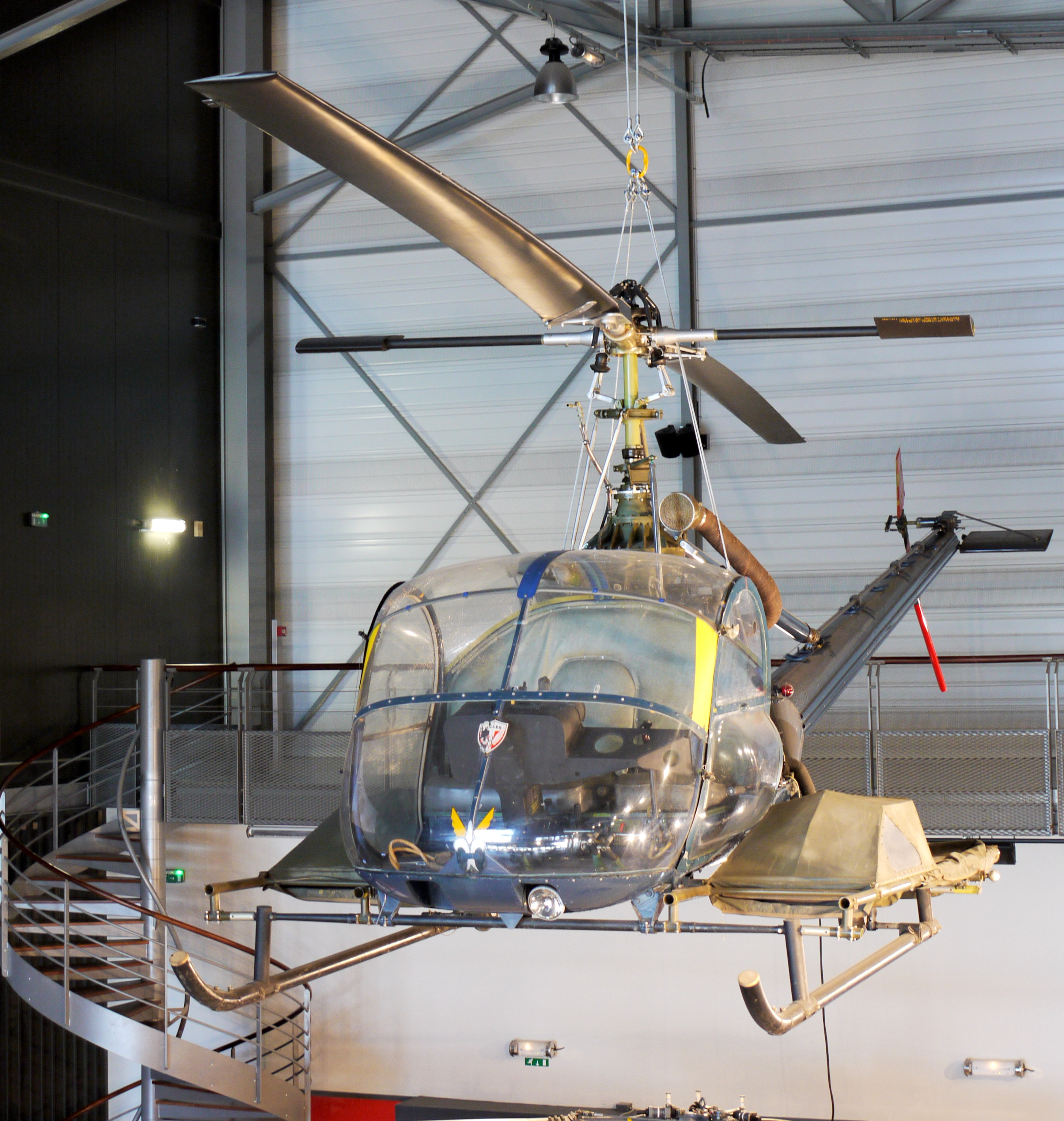
Tidigare fransk militär Medevac-helikopter av typ Hiller 360 på Musée de l'Air et de l'Espace i Paris, använd från omkring 1950

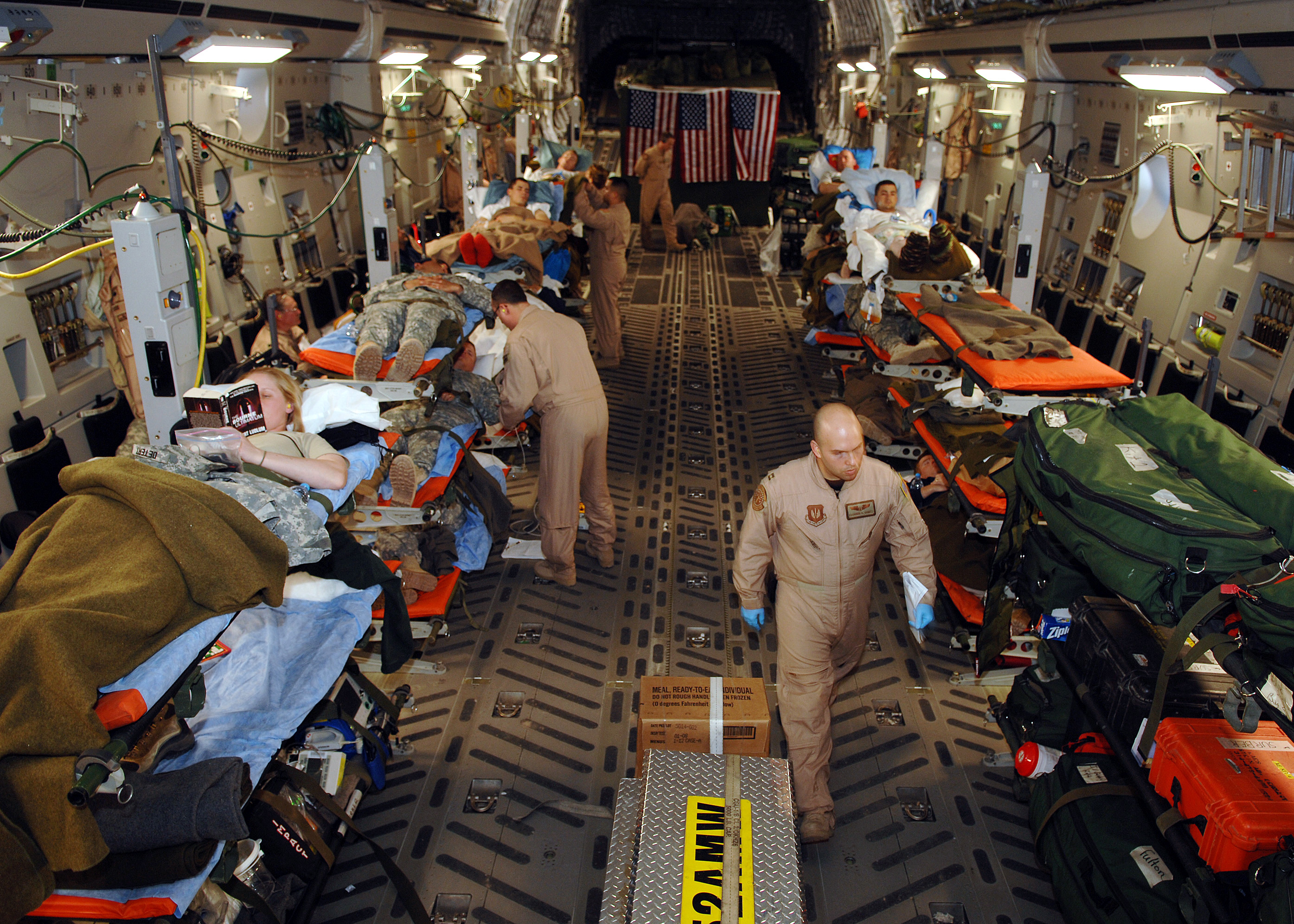
Avtransport av sårade och sjuka med en C-17 tillhörande USA:s flygvapen från Irak till Ramstein Air Base i Tyskland.

Medevac (akronym av Medical evacuation) är ett begrepp som bland annat avser vilken medicinsk förmåga en sjukvårdstransport har. Begreppet användes ursprungligen av militären, men är numera också en benämning på civil medicinsk evakuering. Fordonet som används skall vara ett för ändamålet (sjukvårdstransport) avdelat (civilt eller militärt) fordon (till exempel flygplan, bil eller fartyg) som inte får användas till något annat än sjukvårdstransport, fordonet får ej heller vara beväpnat och kan även vara märkt med skyddssymboler (till exempel Röda korset). Ett Medevacfordon är bemannat med medicinsk personal och utrustat för att kunna ge adekvat sjukvård under transporten (till skillnad från Casevac). Svenska försvarsmaktens definition är:Medevac görs med fordon planerade för medicinsk evakuering och är organiserad med sjukvårdspersonal. 

## Typer av Medevac

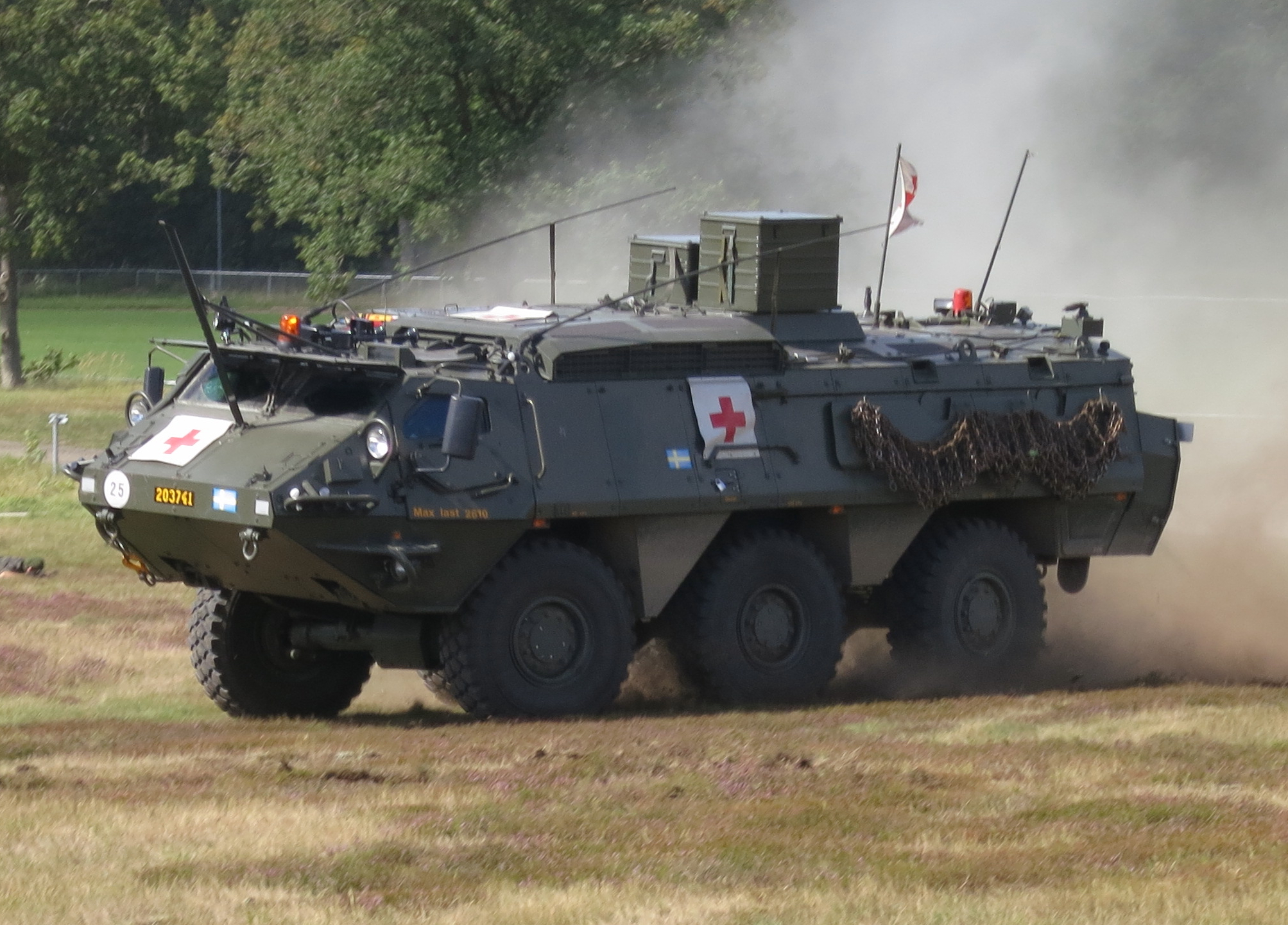
Pansarterrängbil 203A (sjukvårdsversion)

Det finns olika typer av Medevac beroende på inom vilket geografiskt område och under vilken hotbilden hämtningen skall göras: 

### Främre Medevac
Primärtransport av skadad från skadeplats till sjukvårdsinrättning (inom stridsområdet), eftersom detta sker inom stridsområdet används (företrädesvis) militära fordon.

Exempel på svenskt (militärt) fordon är Pansarterrängbil 203 (sjukvårdsversionen).

### Taktisk Medevac
Sekundärtransport av skadad mellan sjukvårdsinrättningar (inom operationsområdet).

Exempel på svenskt (militärt) fordon är Helikopter 10B.

### Strategisk Medevac
Sekundärtransport av skadad ut ur operationsområdet (till exempel mellan Afghanistan och Sverige).

Exempel på svenskt (civilt) fordon är Learjet 45 och Svenska nationella ambulansflyget.